# Mariana Claudina Pereira de Carvalho, Condessa do Rio Novo

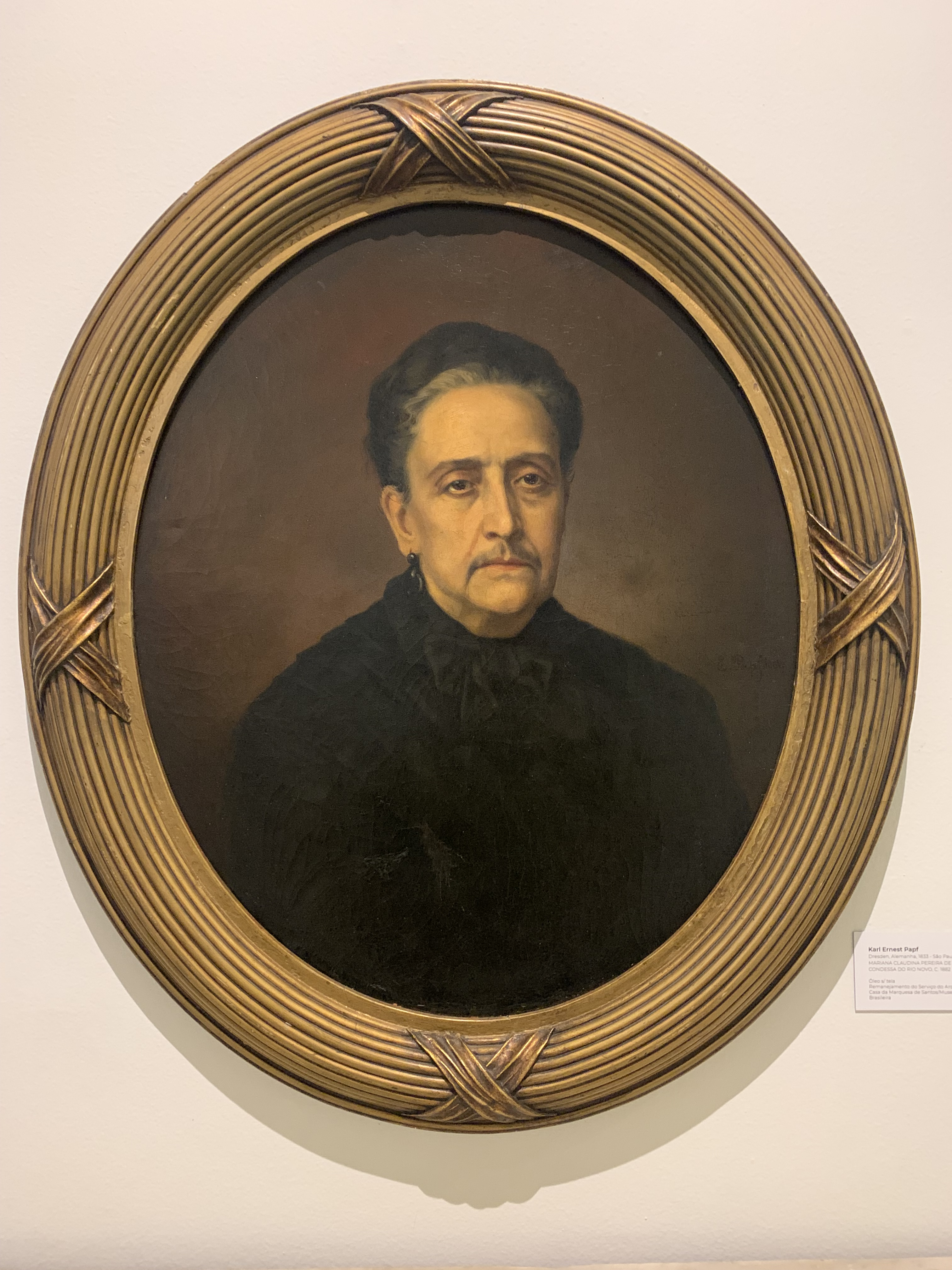
Mariana Claudina Pereira de Carvalho, Condessa de Rio Novo, óleo sobre tela por Karl Ernest Papf, 1882. Acervo da Casa da Marquesa de Santos/Museu da Moda Brasileira

Mariana Claudina Barroso Pereira de Carvalho, a Condessa do Rio Novo (Três Rios, 1816 - Londres, 5 de junho de 1882) foi uma fazendeira brasileira. Ela recebeu o título de condessa após enviuvar-se de José Antônio Barroso de Carvalho, primeiro barão e visconde do Rio Novo.
A Condessa é tida como ícone nos municípios de Paraíba do Sul e de Três Rios por ter distribuído, antes de morrer, seus bens e terras a mais de 300 escravos que tinha, que também ganharam alforria seis anos antes da Lei Áurea.

## Benfeitorias
A Condessa do Rio Novo foi uma abolicionista e benemérita notável. Em 1882 não somente libertou todos os seus escravos, mais de quatrocentas pessoas, como criou, em sua fazenda Cantagalo (Paraíba do Sul), a Colônia Nossa Senhora da Piedade, para garantir a distribuição de lotes de terras aos seus libertos.
Também construiu duas escolas para os filhos de seus ex-escravos e para os de outras famílias desfavorecidas de fortuna.
Seus gestos atraíram a admiração dos clubes emancipadores e de importantes abolicionistas, como Joaquim Nabuco e José do Patrocínio. À D. Mariana é atribuída a criação da primeira reserva ecológica da região, no distrito de Bemposta, numa área em que ela proibiu a instalação de "casas de negócios ou outras quaisquer indústrias". O Hospital Nossa Senhora da Piedade, de Paraíba do Sul, que presta atendimento hospitalar, bem como a Casa de Caridade, que promove educação de meninos e meninas desemparados, nasceram da vontade da Condessa, deixada por testamento.
No ano de 1884, em Ouro Preto, então a capital da província de Minas Gerais, em sua homenagem foi fundada a Sociedade de Libertos Condessa do Rio Novo. A Condessa do Rio Novo Faleceu em Londres, no ano de 1882. 

## Morte e Sepultamento
Mariana veio a falecer em 1882, aos 66 anos, vitimada por um câncer. Segundo documentos e cartas, em 1877, a condessa descobriu um tumor no ovário e, em 1882, partiu para a Inglaterra para se tratar. Ela viajou acompanhada de uma escrava e do médico Randolpho Penna, casado com uma sobrinha dela. 
Em 3 de junho de 1882, ela chegou a Londres. Ali seria atendida pelo médico Thomas Spencer Wells (1818-1897), obstetra e pioneiro em cirurgias abdominais. O procedimento foi marcado para o dia 5. Cartas arquivadas no Itamaraty contam que a condessa morreu às 18h do mesmo dia, por exaustão, ao não conseguir se recuperar da cirurgia, conforme atestou o então cônsul-geral do Brasil em Londres, José Luiz Cardoso de Salles.
Em seu testamento, ela doou seus bens, e terras, e libertou seus escravos. No documento, Mariana manifestou ainda o desejo de ser enterrada em sua terra natal, junto aos pais e ao marido.
Em setembro de 1882, o Club de Libertos Contra a Escravidão, com sede em Niterói, encomendou um retrato pintado em homenagem ao grande feito abolicionista da Condessa e o entregou em doação à Câmara Municipal da Corte no Rio de Janeiro. A pintura esteve ali disposta por muitos anos, sendo a única mulher dentre os homenageados da Câmara a ter seu retrato exposto.

## Sepultamento
Segundo a história contada na cidade, o corpo foi trazido para a Capela Nossa Senhora da Piedade, no bairro Cantagalo, anos depois.
Na segunda metade da década de 2010, porém, a pesquisadora Cinara Jorge descobriu que seu corpo pode estar sepultado nas catacumbas de um cemitério na capital britânica.
Ela chegou a essa conclusão ao colher informações para o livro ‘Pioneiros dos Três Rios - A Condessa do Rio Novo e sua Gente’, de sua autoria, a pesquisadora descobriu, ao ler uma notícia do jornal “Novidades”, datada do Século 19, que, no momento do sepultamento, o caixão foi aberto e, para a surpresa de familiares, foram encontrados apenas alguns ossos envolvidos em serragem, sem a arcada dentária e cabelos, o que levantou suspeitas de possível fraude.
Sua busca para desvendar o mistério começou por analisar registros históricos guardados no Arquivo Nacional, no Museu da Justiça, na Biblioteca Nacional, no Itamaraty e no Consulado do Brasil, em Londres.
O mistério aumenta já que, na época, esqueletos como o enviado para Três Rios, em 1882, eram estudados em laboratórios e somente médicos tinham acesso. Porém, segundo a pesquisadora, ao se analisar documentos históricos, estes levantam suspeitas sobre a conduta e personalidade do médico Randolpho Penna, revelando que ele preencheu cheques assinados pela Condessa e deu calote no aluguel em Londres.